# Dziani (Mrémani)
Dziani ist eine Siedlung auf der Komoreninsel Anjouan im Indischen Ozean.

## Geografie
Der Ort liegt am Südzipfel der Insel auf der sanft abfallenden Ostseite der Insel, östlich von Gnamboimro und nördlich von Mramani. In dem Gebiet wird viel Landwirtschaft betrieben.

## Klima
Nach dem Köppen-Geiger-System zeichnet sich Dziani durch ein tropisches Klima mit der Kurzbezeichnung Am aus. Die Temperaturen sind das ganze Jahr über konstant und liegen zwischen 20 °C und 25 °C.